# Islam (émission de télévision)
Pour les articles homonymes, voir Islam (homonymie).
Islam est une émission de télévision sur l'islam, diffusée depuis 1983 à la télévision française, dans le cadre des émissions religieuses du dimanche matin.

## Histoire

### Tentatives avortées
Une première proposition de programme musulman à la télévision française est faite en 1976 par Paul Dijoud, secrétaire d'État aux Travailleurs immigrés, répondant à une revendication exprimée par la mosquée de Paris depuis plus de dix ans. Cette proposition fait partie d'un ensemble de mesures visant à intégrer davantage l'islam dans la société française,, que Dijoud présente lors d'un discours aux musulmans d'Évry réunis à la bibliothèque de l'Agora le 14 mars, pour la fête du Mawlid,. Mais cette proposition n'aboutit pas dans l'immédiat.
En février 1980, cette revendication figure toujours à l'ordre du jour de la réunion créant le Conseil supérieur des affaires islamiques en France, le Majlis, à l'initiative d'Hamza Boubakeur, recteur de la mosquée de Paris. Elle est entendue par Valéry Giscard d'Estaing, président de la République, et le sujet est abordé lors d'une réunion à l'Élysée en 1981, mais reste lettre morte. Selon les journalistes Francis Zamponi et François Reynaert, cette inaction s'explique par l'approche de l'élection présidentielle de 1981 à laquelle Giscard d'Estaing se représentera.

### Création effective
L'élection de François Mitterrand à la présidence en 1981 ne favorise pas la création de cette émission, la gauche s'attachant alors plus fortement à la laïcité qu'aux revendications religieuses, selon Zamponi et Reynart. Mitterrand est toutefois officieusement sensibilisé au problème par Jacques Berque, islamologue au Collège de France et ami de Jean-Pierre Chevènement, lequel est alors ministre de la Recherche de Mitterrand. Le principe de la création d'une émission musulmane est admis lors d'une conversation entre Mitterrand et Berque au cours d'un voyage en avion entre les Landes et Paris. Berque réunit un conseil de sages musulmans de diverses nationalités, ainsi qu'un représentant de la mosquée de Paris, afin de montrer qu'il est possible de rassembler les musulmans au-delà des rivalités nationales.
En 1982, deux programmes consacrés à l'islam sont diffusés ponctuellement, les dimanches 18 juillet (pour l'Aïd el-Fitr) et le 19 septembre (pour le Hajj), avant d'intégrer le 9 janvier 1983 les émissions religieuses du dimanche matin, diffusées d'abord sur TF1 puis, après sa privatisation en 1987, sur Antenne 2, et enfin, à partir de 1992, sur France 2,.

### Association productrice
À sa création, l'émission est produite par l'association « Connaître l'islam », déclarée le 25 mars 1983, présidée par Zine Bentabed et parrainée par Jacques Berque et Najm oud-Dine Bammate notamment. Elle est largement financée par la Ligue islamique mondiale.
En septembre 1998, le ministère de l'Intérieur écarte l'association « Connaître l'islam », pour la remplacer par l'association « Vivre l'islam », qui vient d'être déclarée le 4 août. Cette association est une émanation du ministère de l'Intérieur,,,, ce qui fait naître une polémique.

### Animateurs

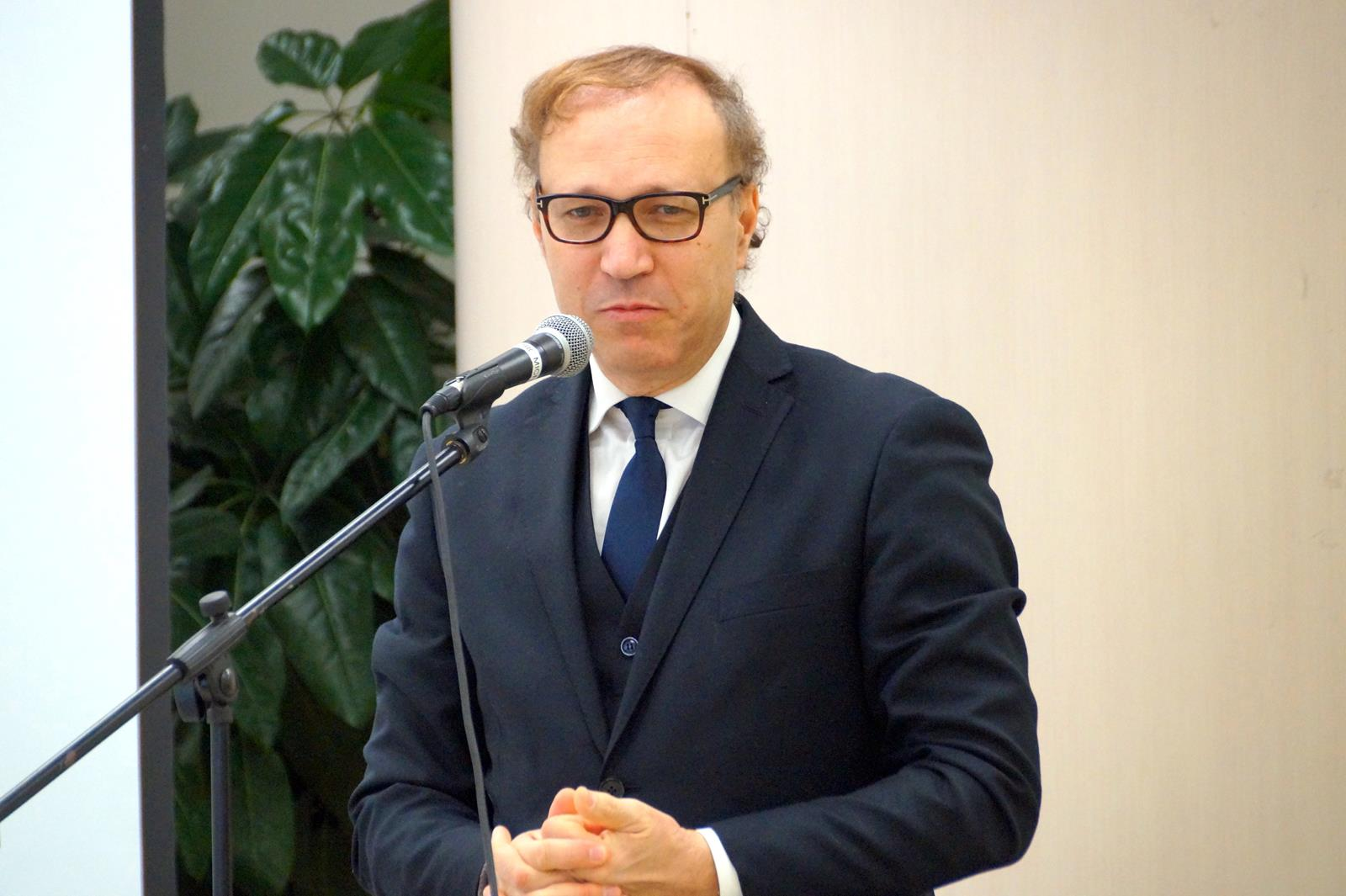
Ghaleb Bencheikh a présenté l'émission pendant 19 ans.

- 1993 : Bruno Abd-al-Haqq Guiderdoni (en)[17]
- 2000 : Ghaleb Bencheikh[18] et Abderrahim Hafidi (d)
- 2019 : Leili Anvar
- depuis 2020 : Abderrahim Hafidi

## Identité visuelle
Après une harmonisation en janvier 2021 de l'identité visuelle et sonore des différentes émissions de la case Les Chemins de la foi,, l'émission Islam passe en tournage sur fond vert et plateau virtuel en décembre 2021.

## Durée et représentativité
La durée de l'émission était initialement de 15 minutes. En 1987, dans un rapport sur le racisme en France remis au secrétaire d'État chargé des Droits de l'homme, le député Michel Hannoun constate que « l'islam, deuxième religion de France, est celle qui dispose actuellement à l'antenne du temps le plus court ». Il formule donc la proposition no 52 : « Donner à l'islam la place qui lui revient dans les émissions religieuses audio-visuelles », reprenant les thèses de Bruno Étienne et celles publiées en 1986 par l'association Islam et Occident,.
La durée de l'émission passe à 30 minutes en 1991,, sur les 3 h 30 min d'émissions religieuses du dimanche matin.
En 1995, selon le prêtre et chercheur en sciences religieuses Michel Reeber, cette durée est toujours « trop courte par rapport à ce que pourrait revendiquer la communauté musulmane, second culte pratiqué en France », et en 2006, selon la maîtresse de conférence en droit public Anne-Marie Oliva, ce temps d'antenne ne correspond toujours pas à la « représentativité des religions » et « apparaît très inégalitaire » car, comme le relève aussi en 2017 La Revue des médias de l'INA, la durée accordée à l'islam est encore égale ou inférieure à celle accordée au judaïsme et au protestantisme, alors que l'islam compte davantage de fidèles.

## Audience
En 2007, le taux d'audience est en hausse et équivalent à celui de l'émission Sagesses bouddhistes, de 220 000 téléspectateurs en moyenne.